# Gabriel Léopold Charles Amé Bexon
Louis-Gabriel Léopold Charles Amé Bexon (Abbé Bexon, * 10. März 1748 in Remiremont; † 15. Februar 1784 in Paris) war ein französischer Priester, Historiker und Naturforscher.

## Leben und Wirken
Bexon war der Sohn des Anwaltes, avocat à la cour  Amé Bexon und dessen Ehefrau Marthe Pillement (* 1722), beide seit dem 9. Juli 1743 miteinander verheiratet. Zur weiteren Ausbildung schickte man ihn in das Priesterseminar nach Toul. Später wechselte er an die Universität von Besançon, wo er in den Jahren 1766 oder 1767 ein Studium in der katholischen Theologie absolvierte. Er beendete seine universitäre Ausbildung mit einer Promotion an der Theologischen Fakultät und kehrte dann nach Toul zurück, wo er eine Stelle als Subdiakon annahm. Bexon verbrachte einige Zeit mit dem Studium des kanonischen Rechts und wurde 1772 schließlich zum Priester geweiht. Als Priester war er auch Beichtvater und Seelsorger der Prinzessin Anne-Charlotte de Lorraine (1714–1773). Nach einem längeren Aufenthalt in Nancy wurde er erster Kantor grand chantre der Kirchengemeinde Sainte-Chapelle in Paris.
Während seines sechsmonatigen Aufenthaltes in Paris in der Zeit von 1768 bis 1769 versuchte er mit Buffon in Kontakt zu treten, da er schon seit seiner Jugend an naturhistorischen Fragen interessiert war.
Obgleich sich Buffons Mitarbeiter Philippe Guéneau de Montbeillard in einem schlechten Gesundheitszustand befand und er einen Assistenten suchte, fiel seine Reverenz, so in einem Brief von Buffon an Montbéliard vom 17. Mai 1769, für den Abbé Bexon zunächst nicht eindeutig genug aus. Bexon traf Buffon erst im Jahre 1772. 
Er arbeitete an der Histoire naturelle des minéraux von de Buffon mit. Insbesondere aber widmete er sich der  Histoire naturelle des oiseaux von de Buffon. Hier bemühte er sich auch, dessen Stil zu imitieren. Sein jüngerer Bruder war der Kriminalist Scipion Jérôme François Bexon (1753–1825).

## Werke (Auswahl)
- Catéchisme d’agriculture (1773)
- Système de la fertilisation des terres (1773 und 1797)
- Histoire de Lorraine (1777, unvollendet)